# Metropolitan Tower
La Metropolitan Tower es un rascacielos residencial de 77 plantas y 218 m de altura situado en Manhattan, Nueva York, Estados Unidos, en el 146 de West 57th Street. El edificio tiene 234 apartamentos.
La torre se puede describir como de Estilo Internacional, pero se consideró postmoderna, porque tiene retranqueos, formas triangulares, cristal oscuro y una base esculpida.
La construcción comenzó en 1984, y finalizó en 1987. La torre causó malestar, porque bloqueaba líneas de visión de Central Park. La opinión de los críticos cambiaría, tras la aparición de sus vecinos más altos, como el CitySpire Center en 1987 y la Carnegie Hall Tower en 1991. La Metropolitan Tower está a menos de diez metros de esta última, separados por el restaurante Russian Tea Room.
La torre tiene una planta triangular, cuyo lado más largo apunta a Central Park.
La inmobiliaria que se encarga de las ventas de los apartamentos de la torre es Morrel Realty, que son New York City Luxury Real Estate Brokers.